# Битва при Хеннерсдорфе
Би́тва при Хеннерсдорфе (Гросс-Геннерсдорф) (нем. Schlacht bei Hennersdorf) — столкновение между войсками Пруссии и Австрии 23 ноября 1745 года в Силезии (Пруссия, сейчас Польша) во время Войны за австрийское наследство. Пруссаки нанесли поражение союзным Австрии саксонцам.
В августе Фридрих II объявил войну саксонскому курфюрсту, как союзнику Марии-Терезии, и собрал на границах Саксонии 18 тысяч; однако, заключив мирный договор с Англией в Ганновере и полагаясь на близость общего мира, не начинал военных действий. Но Мария-Терезия и Август III не примкнули к Ганноверскому договору и даже намеревались собрать около Лейпцига 35-и тысячную армию и двинуть её зимою через нижнию Лузацию к Берлину. 21 ноября 1745 года австрийцы вступили в Саксонию и соединились с саксонскими войсками.
Узнав об этом, Фридрих поспешил предупредить союзников в развертывании и, собрав в нижней Силезии около 25 тысяч, в середине ноября неожиданно перешел в наступление от Наумбурга.
Саксонский авангард армии принца Лотарингского, который должен был двинуться к Берлину через верхнюю Лузацию, занял при Хеннерсдо́рфе (Гросс-Геннерсдорфе) позицию. 23 ноября несколько полков прусских гусар (были задействованы гусарский полк Рюша, гусарский полк фон Цитена и кирасирские полки Рохова и Борнштедта) внезапно атаковали два батальона саксонской пехоты и три эскадрона саксонской кавалерии. Наступление было столь стремительно, что саксонцы были опрокинуты. Саксонцы, пытавшиеся оказать сопротивление, были полностью разгромлены после прибытия прусских подкреплений. Потери саксонцев составили около 2000 человек, включая 1000 пленными. 
Принц Карл тогда не посмел столкнуться с численно превосходящей прусской армией и отступил на территорию Богемии. Пруссаки, продолжая наступать, заняли Гёрлиц и овладели большими магазинами армии принца Лотарингского, чем вынудили эту армию отступить в Богемию через Циттау и Габель; после этого Фридрих направил генерала Левальда с 10 тысячами через Бауцен для угрозы Дрездену.